# Gwilherm Dubourg
Pour les articles homonymes, voir Dubourg.
Gwilherm Dubourg (1928-1988), abbé Dubourg, est instituteur et traducteur.
Dans les années 1960, il est instituteur dans une école privée catholique au Vieux-Marché. Il est l'auteur de plusieurs traductions en langue bretonne des textes grecs des Évangiles et des textes originaux hébreux de la Bible en collaboration avec Maodez Glanndour avec qui il travailla sur ce projet commun pendant de nombreuses années. Il se pencha notamment sur l'étude des manuscrits hébreux connus sous le nom de « Manuscrits de la Mer Morte », ou  manuscrits de Qumrân. Il est connu pour avoir été membre de Stourm ar Brezhoneg et de "Strollad an deskadurezh eil derez" (SADED). Polyglotte, il parlait le néerlandais. Nommé recteur de Plufur (22) "terre de mission" vraisemblablement en raison de son patriotisme breton, puis à Buhulien, il meurt à 60 ans d'une appendicite. Sa tombe est à Rospez (22).